# پسران خرس بزرگ
پسران خرس بزرگ (آلمانی: Die Söhne der großen Bärin) فیلمی در ژانر اوسترن به کارگردانی یوزف ماخ است که در سال ۱۹۶۶ منتشر شد. از بازیگران آن می‌توان به گویکو میتیچ اشاره کرد.